# Alysha Newman
Alysha Newman (ur. 29 czerwca 1994) – kanadyjska lekkoatletka specjalizująca się w skoku o tyczce.
W 2013 stanęła na najwyższym stopniu podium mistrzostw panamerykańskich juniorów. Brązowa medalistka igrzysk Wspólnoty Narodów (2014).
Medalistka mistrzostw Kanady. Była rekordzistka Ameryki Północnej w kategorii juniorek – 4,40 (25 sierpnia 2013, Medellín).
Rekordy życiowe: stadion – 4,85 (7 sierpnia 2024, Paryż), rekord Kanady; hala – 4,83 (22 lutego 2024, Clermont-Ferrand), rekord Kanady.

## Osiągnięcia
| Rok  | Impreza                               | Miejsce         | Pozycja           | Wynik |
| ---- | ------------------------------------- | --------------- | ----------------- | ----- |
| 2011 | Mistrzostwa świata juniorów młodszych | Lille Metropole | 12. miejsce       | 3,75  |
| 2012 | Mistrzostwa świata juniorów           | Barcelona       | el. – 25. miejsce | 3,65  |
| 2013 | Mistrzostwa panamerykańskie juniorów  | Medellín        | 1. miejsce        | 4,40  |
| 2013 | Igrzyska frankofońskie                | Nicea           | 5. miejsce        | 4,10  |
| 2014 | Igrzyska Wspólnoty Narodów            | Glasgow         | 3. miejsce        | 3,80  |
| 2016 | Igrzyska olimpijskie                  | Rio de Janeiro  | el. – 17. miejsce | 4,45  |
| 2017 | Mistrzostwa świata                    | Londyn          | 7. miejsce        | 4,65  |
| 2018 | Halowe mistrzostwa świata             | Birmingham      | 6. miejsce        | 4,70  |
| 2018 | Igrzyska Wspólnoty Narodów            | Gold Coast      | 1. miejsce        | 4,75  |
| 2019 | Igrzyska panamerykańskie              | Lima            | 3. miejsce        | 4,55  |
| 2019 | Mistrzostwa świata                    | Doha            | 5. miejsce        | 4,80  |
| 2021 | Igrzyska olimpijskie                  | Tokio           | el. –             | NM    |
| 2022 | Mistrzostwa świata                    | Eugene          | el. – 16. miejsce | 4,35  |
| 2022 | Igrzyska Wspólnoty Narodów            | Birmingham      | 6. miejsce        | 4,25  |
| 2023 | Mistrzostwa świata                    | Budapeszt       | el. – 18. miejsce | 4,50  |
| 2024 | Halowe mistrzostwa świata             | Glasgow         | –                 | DNS   |
| 2024 | Igrzyska olimpijskie                  | Paryż           | 3. miejsce        | 4,85  |